# László Hartmann
László Hartmann (ur. 17 sierpnia 1901 w Budapeszcie, zm. 16 maja 1938 w Trypolisie) – węgierski kierowca wyścigowy.

## Życiorys
Hartmann urodził się w 1901 roku w bogatej rodzinie. W młodości trenował takie sporty jak boks i wrestling, ale następnie skupił się na wyścigach samochodowych. Korzystając z rodzinnego Hupmobile'a pojawił się w 1928 roku na wyścigu organizowanym przez Tisztántúl Automobile Club. W latach 1929–1930 startował w Rajdzie Monte Carlo. W 1929 roku zdobył medal honorowy za ukończenie zawodów pomimo wypadku.
Aktywny na rynku nieruchomości i na giełdzie Hartmann zgromadził majątek i w okresie Bożego Narodzenia 1929 roku zakupił Bugatti T35B od Tivadara Zichyego. Samochód ten dysponował 2,3-litrowym silnikiem o mocy 140 KM. Kilka dni później Hartmann ustanowił pierwszy rekord prędkości na Węgrzech. Wkrótce później zakupił mniejsze Bugatti, dzięki czemu w tych samych zawodach mógł uczestniczyć w dwóch kategoriach.
W 1932 roku zakupił nowsze Bugatti T51, należące wcześniej do Hansa Lewyego. W tym okresie uczestniczył w około 15–17 wyścigach na Węgrzech i za granicą. Od regenta Miklósa Horthyego otrzymał medal Signum Laudis, podczas gdy ADAC przyznał mu złoty medal, a Malcolm Campbell – puchar.
Na sezon 1935 zapewnił sobie Maserati 8CM z sześciocylindrowym, półtoralitrowym silnikiem o mocy 180 KM. Samochodem tym zajął trzecie miejsce w Grand Prix Comminges, ponadto wystartował w Eifelrennen, Avusrennen i innych wyścigach. Jego rezultaty były na tyle satysfakcjonujące, że Maserati zaoferowało mu miejsce w swoim zespole na 1936 rok.
W roku 1937 używał Maserati 6C/34, który to samochód wcześniej należał do Tazio Nuvolariego. W tamtym okresie Węgier był półoficjalnym kierowcą Maserati. Grand Prix Niemiec ukończył na szóstym miejscu, ustępując jedynie „Srebrnym Strzałom” – Mercedesowi i Auto Unionowi. W Grand Prix Szwajcarii był dziesiąty, zaś w Grand Prix Czechosłowacji na torze im. Masaryka ścigał się w dwóch klasach, finiszując na odpowiednio trzecim i siódmym miejscu. W tym okresie, według niemieckiej prasy, Hartmann był trzynastym najlepszym europejskim kierowcą wyścigowym.
W Grand Prix Trypolisu w sezonie 1938 między próbującym wyprzedzić Hartmanna Giuseppe Fariną a Węgrem doszło do kontaktu, kiedy to kierowcy zahaczyli o siebie kołami. Wskutek tego zdarzenia pojazd Hartmanna wpadł w poślizg i przekoziołkował. Hartmann złamał kręgosłup i umarł w szpitalu następnego dnia.
Po ceremonii z udziałem gen. Pietro Badoglio jego ciało zostało przetransportowane włoskim samolotem wojskowym na Węgry. Został pochowany na żydowskim cmentarzu w Rákoskeresztúr.

## Wyniki w Mistrzostwach Europy
| Punktacja mistrzostw Europy AIACR | Punktacja mistrzostw Europy AIACR    | Punktacja mistrzostw Europy AIACR |
| Kolor                             | Rezultat                             | Punkty                            |
| --------------------------------- | ------------------------------------ | --------------------------------- |
| Złoty                             | Zwycięzca                            | 1                                 |
| Srebrny                           | 2 miejsce                            | 2                                 |
| Brązowy                           | 3 miejsce                            | 3                                 |
| Zielony                           | Przynajmniej 75% rezultatu zwycięzcy | 4                                 |
| Niebieski                         | 50%-75% rezultatu zwycięzcy          | 5                                 |
| Fioletowy                         | 25%-50% rezultatu zwycięzcy          | 6                                 |
| Czerwony                          | Poniżej 25% rezultatu zwycięzcy      | 7                                 |
| Czarny                            | Zdyskwalifikowany                    | 8                                 |
| Biały                             | Nie brał udziału                     | 8                                 |

| Sezon | Zespół      | Samochód     | Silnik          | Wyniki w poszczególnych eliminacjach | Wyniki w poszczególnych eliminacjach | Wyniki w poszczególnych eliminacjach | Wyniki w poszczególnych eliminacjach | Wyniki w poszczególnych eliminacjach | Pkt. | Msc. |
| ----- | ----------- | ------------ | --------------- | ------------------------------------ | ------------------------------------ | ------------------------------------ | ------------------------------------ | ------------------------------------ | ---- | ---- |
| 1935  |             |              |                 | Belgia                               | III Rzesza                           | Szwajcaria                           |                                      |                                      | 36   | 21   |
| 1935  | L. Hartmann | Maserati 8CM | Maserati 3.0 R8 | -                                    | NU                                   | NU                                   | -                                    | -                                    | 36   | 21   |
| 1937  |             |              |                 | Belgia                               | III Rzesza                           | Monako                               | Szwajcaria                           |                                      | 29   | 11   |
| 1937  | L. Hartmann | Maserati 8CM | Maserati 3.0 R8 | -                                    | NU                                   | NU                                   | -                                    | -                                    | 29   | 11   |
| 1937  | L. Hartmann | Maserati 6CM | Maserati 2.5    | -                                    | -                                    | -                                    | 9                                    | -                                    | 29   | 11   |